# Duncan Scott
Duncan Scott (Glasgow, 6 mei 1997) is een Britse zwemmer. Hij vertegenwoordigde zijn vaderland op de Olympische Zomerspelen 2016 in Rio de Janeiro.

## Carrière
Bij zijn internationale debuut, op de Gemenebestspelen 2014 in Glasgow, veroverde Scott samen met Daniel Wallace, Stephen Milne en Robert Renwick de zilveren medaille op de 4x200 meter vrije slag, op de 4x100 meter vrije slag eindigde hij samen met Robert Renwick, Richard Schafers en Kieran McGuckin op de vierde plaats.
Op de wereldkampioenschappen zwemmen 2015 in Kazan werd de Brit samen met Calum Jarvis, Benjamin Proud en Robert Renwick uitgeschakeld in de series van de 4x100 meter vrije slag. Op de 4x200 meter vrije slag zwom hij samen met Robert Renwick, Nicholas Grainger en Daniel Wallace in de series, in de finale sleepten Renwick en Wallace samen met Calum Jarvis en James Guy de wereldtitel in de wacht. Voor zijn aandeel in de series werd Scott beloond met de gouden medaille.
In Londen nam Scott deel aan de Europese kampioenschappen zwemmen 2016. Op dit toernooi strandde hij in de halve finales van de 100 meter vrije slag en in de series van de 200 meter vrije slag. Op de 4x100 meter wisselslag werd hij samen met Chris Walker-Hebborn, Adam Peaty en James Guy Europees kampioen. Samen met Robert Renwick, James Guy en Stephen Milne eindigde hij als zesde op de 4x200 meter vrije slag. Op de 4x100 meter vrije slag eindigde hij samen met Robert Renwick Ieuan Lloyd en Benjamin Proud op de zevende plaats. Tijdens de Olympische Zomerspelen van 2016 in Rio de Janeiro eindigde de Brit als vijfde op de 100 meter vrije slag. Samen met Stephen Milne, Daniel Wallace en James Guy veroverde hij de zilveren medaille op de 4x200 meter vrije slag. Op de 4x100 meter wisselslag legde hij samen met Chris Walker-Hebborn, Adam Peaty en James Guy beslag op de zilveren medaille.

## Internationale toernooien
| Jaar | Olympische Spelen                                          | WK langebaan                                                           | WK kortebaan  | EK langebaan                                                                                                | EK kortebaan  | Gemenebestspelen                         |
| ---- | ---------------------------------------------------------- | ---------------------------------------------------------------------- | ------------- | --- | ------------- | ---------------------------------------- |
| 2014 |                                                            |                                                                        | geen deelname | geen deelname                                                                                               |               | 4e 4x100m vrije slag · 4x200m vrije slag |
| 2015 |                                                            | 10e 4x100m vrije slag · 4x200m vrije slag · Scott zwom enkel de series |               | | geen deelname |                                          |
| 2016 | 5e 100m vrije slag · 4x200m vrije slag · 4x100m wisselslag |                                                                        | 6-11 december | 13e 100m vrije slag · 30e 200m vrije slag · 7e 4x100m vrije slag · 6e 4x200m vrije slag · 4x100m wisselslag |               |                                          |

## Persoonlijke records
Bijgewerkt tot en met 10 augustus 2016
Kortebaan
| Afstand         | Tijd    | Datum            | Plaats    |
| --------------- | ------- | ---------------- | --------- |
| 100m vrije slag | 47,37   | 13 december 2015 | Edinburgh |
| 200m vrije slag | 1.44,80 | 13 december 2015 | Edinburgh |
| 400m vrije slag | 3.41,33 | 11 december 2015 | Edinburgh |
| 200m wisselslag | 1.55,92 | 12 december 2015 | Edinburgh |

Langebaan
| Afstand         | Tijd    | Datum            | Plaats         |
| --------------- | ------- | ---------------- | -------------- |
| 100m vrije slag | 48,01   | 10 augustus 2016 | Rio de Janeiro |
| 200m vrije slag | 1.47,28 | 17 april 2016    | Glasgow        |
| 400m vrije slag | 3.56,56 | 2 november 2015  | Doha           |
| 200m wisselslag | 1.59,88 | 16 april 2016    | Glasgow        |